# Werbkowice (Hrubieszów)
Pour les articles homonymes, voir Werbkowice.
Werbkowice (prononciation : [vɛrpkɔˈvit͡sɛ]) est un village polonais de la gmina de Werbkowice dans le powiat de Hrubieszów de la voïvodie de Lublin dans l'est de la Pologne.
Le village est le siège administratif (chef-lieu) de la gmina appelée gmina de Werbkowice .
Il se situe à environ 12 kilomètres au sud-ouest de Hrubieszów (siège du powiat) et 101 kilomètres au sud-est de Lublin (capitale de la voïvodie).
Le village comptait approximativement une population de 3 030 habitants en 2006.

## Histoire
De 1975 à 1998, le village est attaché administrativement à la voïvodie de Zamość.

Depuis 1999, il fait partie de la voïvodie de Lublin.